# ヒドロキシピバルデヒド
ヒドロキシピバルデヒド（英語: hydroxypivaldehyde）は、化学式が HOCH2(CH3)2CCHO で表される有機化合物である。無色の液体で、ホルムアルデヒドとイソブチルアルデヒドの縮合によって合成できる。
CH2O  +  (CH3)2CHCHO  →  HOCH2(CH3)2CCHO
この化合物は蒸留可能なアルドール（3-ヒドロキシアルデヒド）の珍しい例である。静置すると可逆的にジオキサン誘導体に二量化する。

## 利用
パントテン酸（ビタミンB5）の前駆体になる。
水素化するとネオペンチルグリコールとなる。
HOCH2(CH3)2CCHO  +  H2  →  (CH3)2C(CH2OH)2